# Alfred Dyé

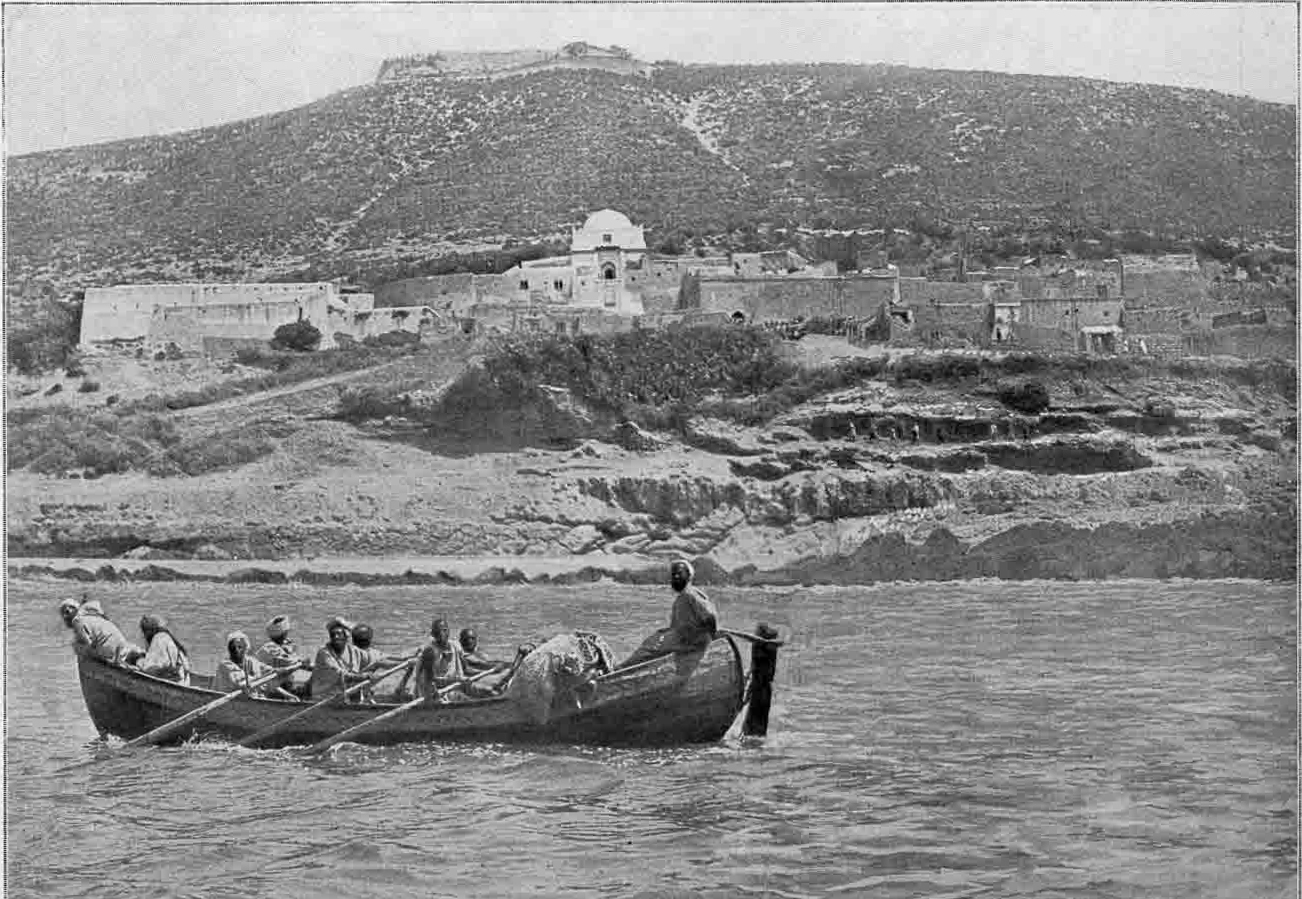
Agadir, Founti et la Casbah en 1905. Photo de la mission hydrographique, dirigée par le lieutenant de vaisseau Alfred-Henri Dyé, extraite de L'Illustration no 3567 du 8 juillet 1911

Alfred Henri Dyé (L'Île-Saint-Denis, 25 septembre 1874 - Beyrouth, 16 août 1926) est un explorateur français.

## Biographie
Il fait l’École navale (1890) et en sort enseigne de vaisseau. Il navigue alors sur le Vautour dans l'escadre de la Méditerranée puis, en 1896, est affecté à la mission Congo-Nil.
Commandant de la flottille de chalands de Jean-Baptiste Marchand ainsi que du vapeur Faidherbe (avril 1897), il est envoyé sur le Sobat (juillet 1898) dans le but d'entrer en contact avec la mission Bonchamps mais ne rencontre personne.
Lieutenant de vaisseau (1899), il part en Chine avec Marchand (1900) pour participer à la guerre des Boxers.
À son retour en France, il travaille aux positions géographiques relevées lors de la mission Congo-Nil puis se spécialise en hydrographie. De 1905 à 1907, il commande ainsi plusieurs missions sur les côtes du Maroc et, en 1908, est attaché comme second à l'expédition Mazeran visant à l'amélioration des conditions de la navigation sur le Sénégal.
Capitaine de frégate (1917), second du Mirabeau en Méditerranée et aux Dardanelles, il commande la Marine à Beyrouth lorsqu'il meurt dans un accident de voiture le 16 août 1926.

## Travaux
- Les voies de transport dans le haut-Oubangui, Bulletin de la Société de Géographie commerciale, 1899, p. 305-314
- Positions géographiques en Afrique centrale (mission Marchand), 1890-1899, La Géographie, 1901, p. 297-320 et 419-448
- Le Bahr el-Ghazal, Annales de géographie, 1902, p. 315-338
- Les ports du Maroc, 1909